# (33044) Erikdavy
(33044) Erikdavy est un astéroïde de la ceinture principale.

## Description
(33044) Erikdavy est un astéroïde de la ceinture principale. Il fut découvert le 20 octobre 1997 à Prescott (Arizona) par Paul G. Comba. Il présente une orbite caractérisée par un demi-grand axe de 2,38 UA, une excentricité de 0,09 et une inclinaison de 0,5° par rapport à l'écliptique.

## Compléments